# Château de la Besse
Pour les articles homonymes, voir Besse.
Le château de la Besse (ou château de la Baisse) est une construction datant du XVe au XIXe siècle, située sur la commune de Milhac-d'Auberoche en Périgord central, dans le département de la Dordogne. C'est aujourd'hui un domaine privé.

## Historique
Ancien repaire noble du XIIIe siècle dépendant de la châtellenie d'Auberoche, le château de la Besse possède une tour comportant des mâchicoulis datant de la fin du XVe siècle ou du début du XVIe siècle.
Cette tour faisait partie d'un ensemble plus vaste et plusieurs fois remanié. Elle se situe dans le contexte de l'insécurité au cours du XVIe siècle dans la région puis des huit guerres de religion (1562-1598). Elle n'avait pas la prétention de résister à un assaut par une armée constituée. Elle assurait par contre une protection contre les bandes armées de pillards ou de soldats en maraude.
À partir du XVIIe siècle, le bâtiment perd progressivement sa fonction de défense. Un grand bâtiment, haut de plafond, bien ensoleillé, est adjoint au XVIIIe siècle. C'est la fonction de résidence et d'ostentation d'un manoir qui est alors développée.
L'aspect actuel, avec un haut mur à l'entrée côté ouest et un portail métallique, date de 1852.
À l'été 1944, des résistants qui venaient de réquisitionner une voiture appartenant aux propriétaires de la Besse ont été abattus à proximité par les Allemands.

## Description
L'élément le plus typique consiste en une tour de forme ronde, crénelée, apte à résister à de la petite artillerie. L'ensemble de l'appareil est en petit moellons, de provenance locale, liés par de l'argile, recouverts d'un crépi. L'intérieur est de section carrée, sur trois niveaux. Un chemin de ronde sur encorbellement crée un mâchicoulis derrière des créneaux sur tout le haut. La charpente du toit en poivrière, reposant sur une enrayure, est d'origine. La couverture est en ardoise. Les murs sont percés de quelques petites ouvertures pour des tirs d'arquebuse et d'une canonnière en rez-de-chaussée.
À cette tour est accolé un corps principal datant du XVIIIe siècle, sur deux niveaux, orienté sud-ouest, ouvert vers la lumière par de hautes fenêtres symétriques par rapport à la porte principale. Des ouvertures ont alors été établies dans la tour dans l'alignement de celles de ce nouveau bâtiment. L'ensemble est précédé à l'ouest par deux bâtiments à destination agricole. L'un des deux est construit sur la base partiellement réutilisée d'un bâtiment plus ancien, probablement une partie de la forteresse initiale. Toutes ces constructions donnent sur une large terrasse ouverte vers l'est et le sud, dominant la colline qui descend jusqu'à un petit cours d'eau temporaire. La partie ouest de cette terrasse provient probablement de la construction initiale du XIIIe siècle.
Jusque vers 1960, le domaine de la Besse englobait des métairies et des terres agricoles sur toute la colline de la Besse. Ces terres sont toujours en exploitation agricole.

## Galerie de photos

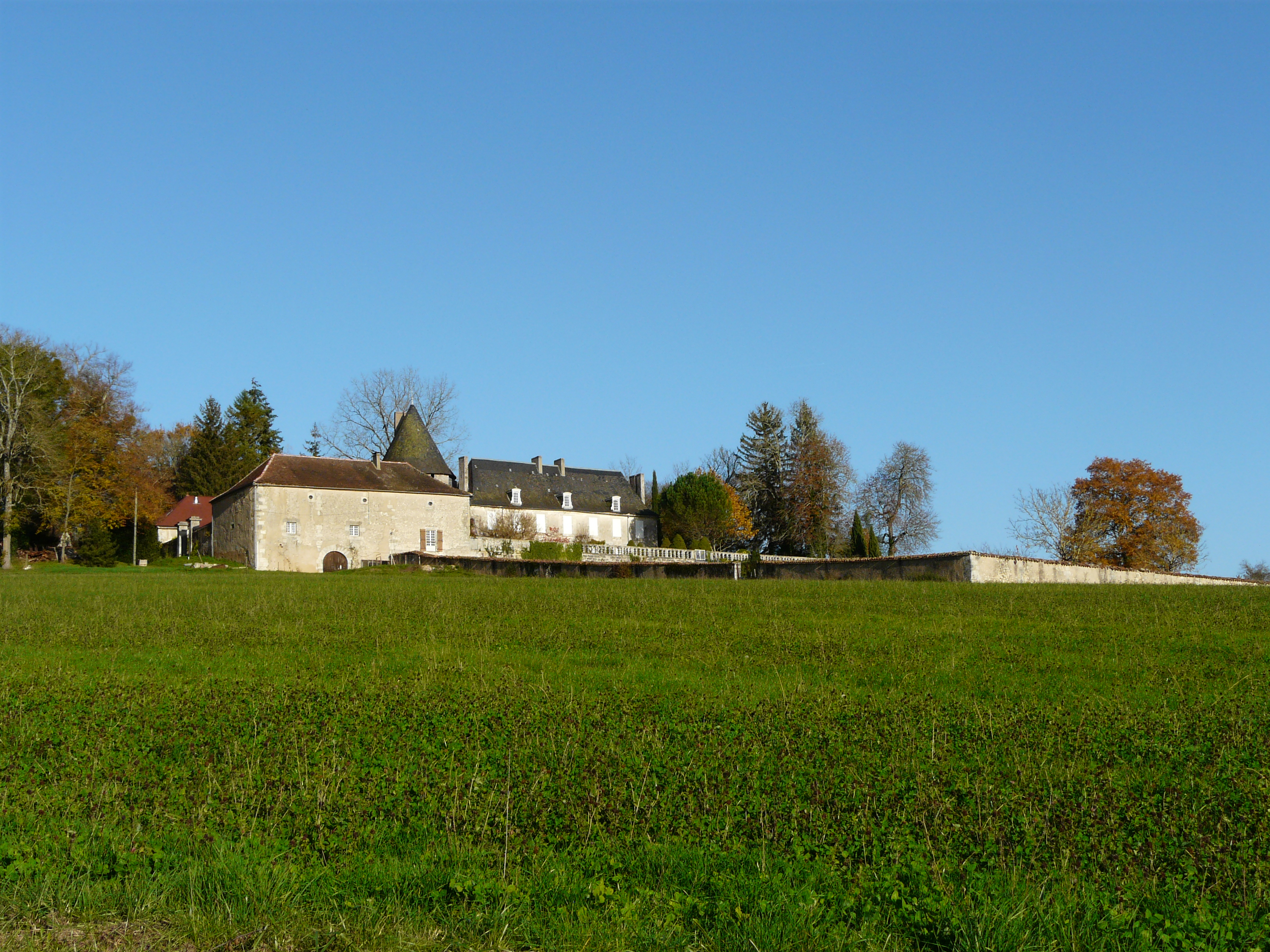
Le domaine du château.
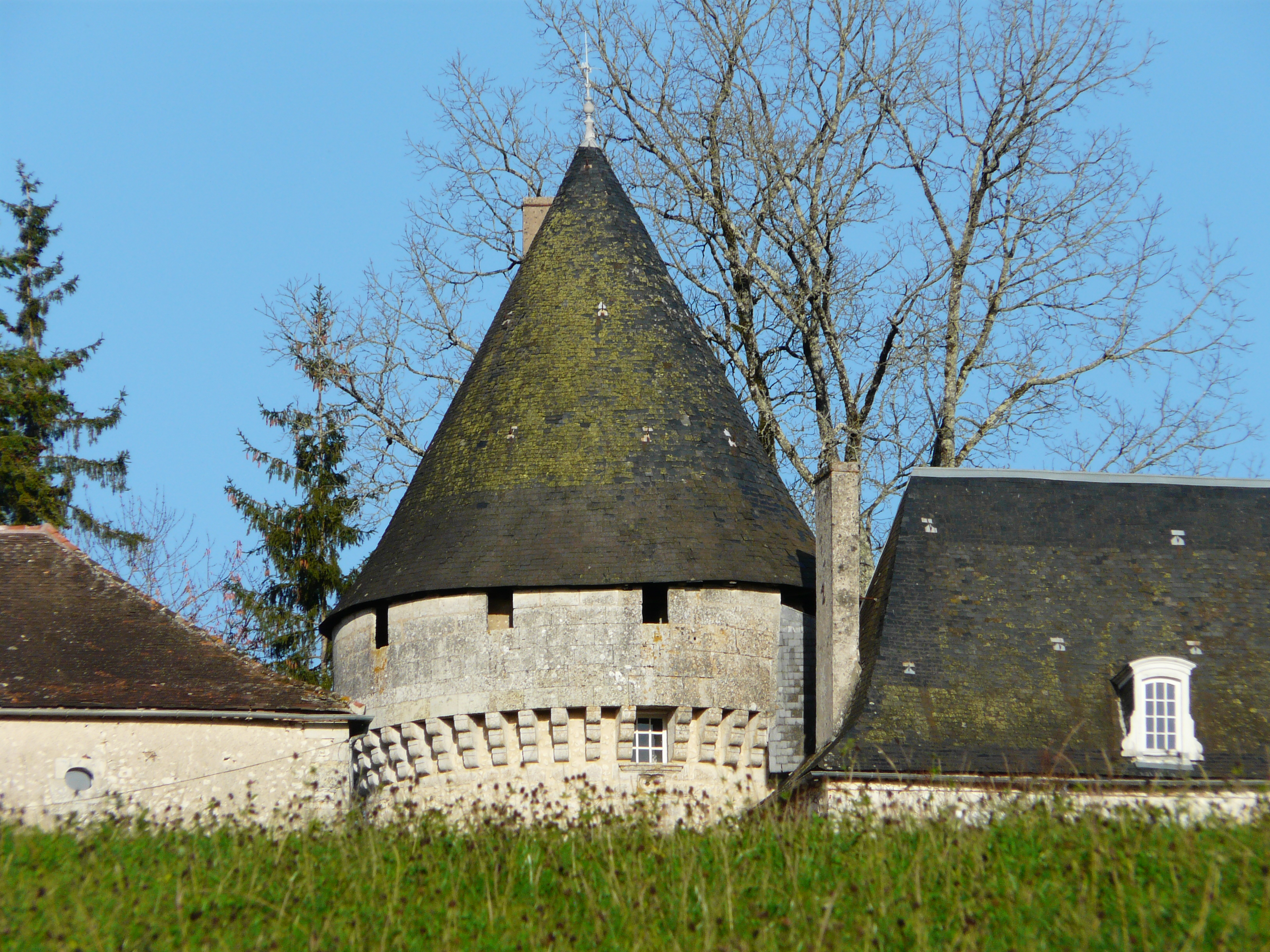
Le sommet de la tour.
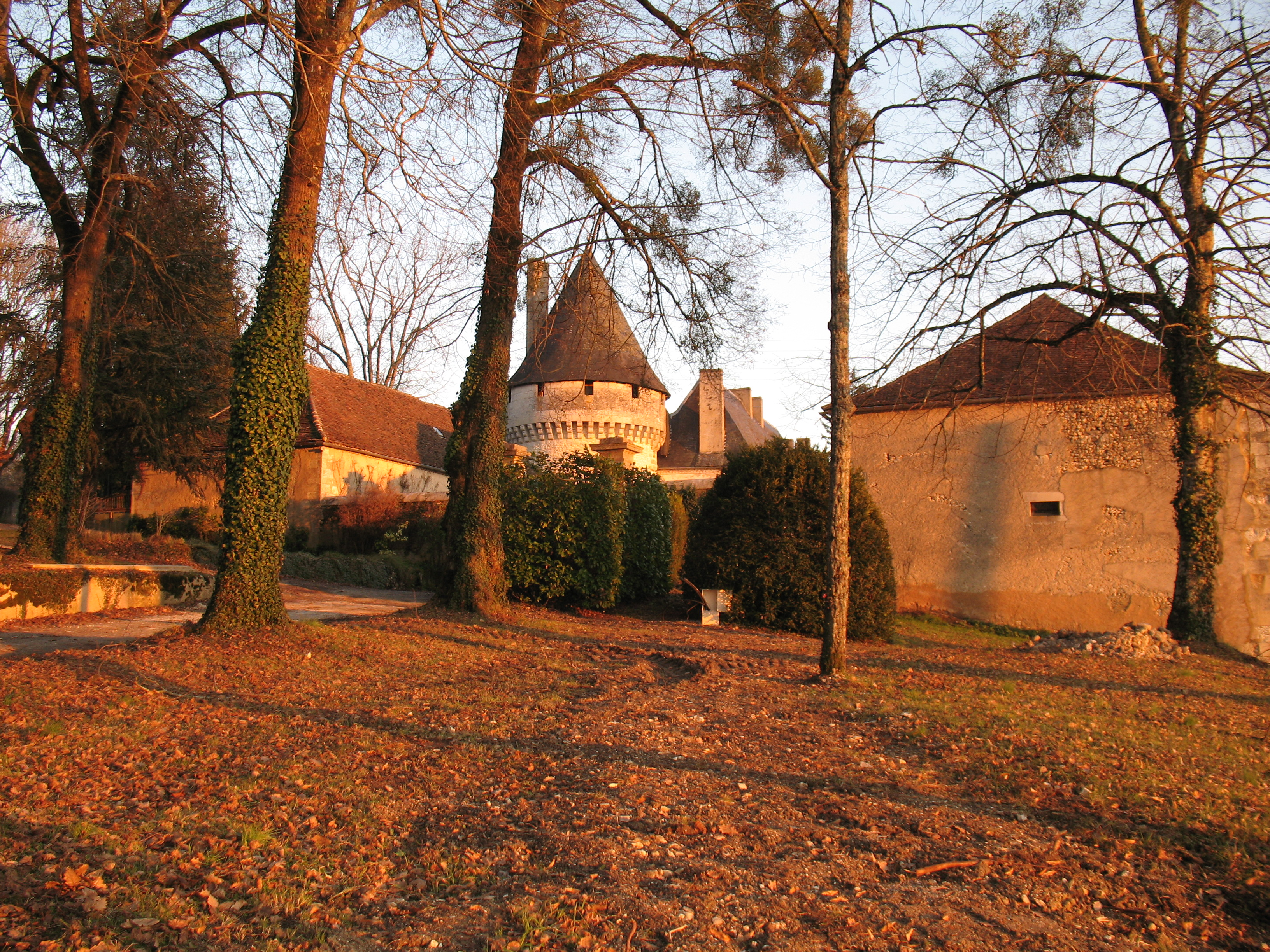
La Besse dans le coucher du soleil d'hiver.